# Just Push Play
Just Push Play er Aerosmith' 13. album og udsendt i marts 2001. Det er produceret af Marti Frederiksen og Marti Hudson, og fremstår som bandets mest "poppede" udgivelse. Det peakede som #2 på Billboard 200, men vandt aldrig rigtig indpas hos fans og på hitlisterne. Indeholder et ganske stort hit i Jaded, som opnåede en plads som #7 på Billboard Single Top 100 og #1 på Mainsteam Rock Tracks. Nummeret vandt også MTV People's Choice Award i 2001. Resterende singler formåede ikke at imponere på hitlisterne.
Joe Perry udtalte i 2010, at han ikke mente, at bandet havde lavet et ordentlig album i årevis. Og at når han lyttede til Just Push Play, følte han ikke, han hørte et Aerosmith album. Ifølge Joe Perry, lærte det ham selv og bandet, hvordan et Aerosmith album ikke skulle produceres.

## Trackliste
- 1. "Beyond Beautiful"
- 2. "Jush Push Play"
- 3. "Jaded"
- 4. "Fly Away From Here"
- 5. "Trip Hoppin'"
- 6. "Sunshine"
- 7. "Under My Skin"
- 8. "Luv Lies"
- 9. "Outta Your Head"
- 10. "Drop Dead Georgous"
- 11. "Light Inside"
- 12. "Avant Garden"